# Světový pohár v jízdě na bobech 2015/2016
Světový pohár v jízdě na bobech 2015/2016 je ročník světového poháru pořádaný Mezinárodní bobovou a skeletonovou federací (IBSF). Nová sezóna začala 27. listopadu 2015 ve německém Altenbergu a skončí 28. února 2016 finálovým podnikem světového poháru v německém Königssee.

## Kalendář
| Město       | Datum                | Poznámky |
| ----------- | -------------------- | -------- |
| Altenberg   | 27–29. listopad 2015 |          |
| Winterberg  | 5-6. prosinec 2015   |          |
| Königssee   | 11–13. prosinec 2015 |          |
| Lake Placid | 8–9. leden 2016      |          |
| Park Cit    | 15-16. leden 2016    |          |
| Whistler    | 22–23. leden 2016    |          |
| Svatý Mořic | 6-7. únor 2016       |          |
| Königssee   | 26–28. únor 2016     |          |